# Papirus Oxyrhynchus 10
Papirus Oxyrhynchus 10 oznaczany jako P.Oxy.I 10 – fragment komedii nieznanego autora napisanej w języku greckim, datowany na II lub III wiek n.e.
Został odkryty przez Bernarda Grenfella i Arthura Hunta w 1897 w Oksyrynchos. Przechowywany jest w The Beinecke Rare Book and Manuscript Library Uniwersytetu Yale (30). Tekst został opublikowany przez Grenfella i Hunta w 1898.
Manuskrypt został napisany na papirusie, prawdopodobnie w formie zwoju. Rozmiary zachowanego fragmentu wynoszą 14,4 na 14,2 cm. Fragment ten zawiera dwadzieścia wierszy, z których ostatnie dziewięć jest prawie kompletne. Tekst jest napisany w średniej wielkości pionowymi literami uncjalnymi z lekką tendencją pisania kursywą. Ten fragment to monolog niewolnika, który pragnie wolności.